# Hyeon Chung
Hyeon Chung (hangul: 정현, hanja: 鄭泫; Suwon, 19 de mayo de 1996) es un tenista surcoreano que compite como profesional desde 2014.
En abril de 2018 alcanzó la posición número diecinueve en el clasificación de la ATP en individuales, mientras que en abril de 2016 llegó al puesto número 187 en dobles. Ha ganado varios títulos de la categoría ATP Challenger Tour, así como también ha obtenido varios títulos Futures tanto en individuales como en dobles. Ha ganado un título NextGen ATP Finals.
Desde el año 2014 es participante del Equipo de Copa Davis de Corea del Sur.

## Carrera juvenil
Hyeon Chung nació el 19 de mayo de 1996 en la ciudad de Suwon. Padece miopía y tiene cerca de veinte dioptrías. Un médico le recomendó concentrarse en el color verde para poder mejorar su visión, por lo que su padre, un extenista, le aconsejó el deporte porque fijar la vista en la pelota podría ayudarlo.
Chung tomó el tenis como una forma de tratar de ayudar a mantener la vista después de requerir Gafas a una temprana edad.
Ganó los títulos de Eddie Herr International y Orange Bowl menores de 12 años en diciembre de 2008, y posteriormente firmó, junto con su hermano Chung Hong, al Nick Bollettieri Academia de tenis en Florida, Estados Unidos. Comenzó a competir en torneos ITF en 2012, y fue finalista en el Wimbledon 2013 Junior, un mes después de ganar su primer título  Futures.

## Carrera profesional

### 2013-2014: 1.ª participación en un torneo ATP e inicios como profesional
Luego compitió en su primer torneo ATP, el Malaysia Open 2013, siendo derrotado en la primera ronda. Alcanzó una clasificación  junior su carrera de No. 7, con un récord de 84-32 ganados y perdidos.
En 2014, Chung se mudó a tiempo completo al juego profesional masculino, ganando tres torneos Futures y el Bangkok Open, su primer torneo de nivel Challenger.
Compitió en la clasificación para el US Open, venció en primera ronda a Agustín Velotti y cayó en segunda ronda clasificatoria ante Jimmy Wang por doble 6-1. Ese mismo año, junto a Yong-kyu Lim, ganó la medalla de oro en los Juegos Asiáticos en dobles. Debido a esto, solo hizo un mes de servicio militar, en vez de los dos años obligatorios. En 2014 también se produjo su debut en la Copa Davis con el equipo de Corea del Sur y ganó sus dos partidos y ayudó a manternelos un año más en la zona Asia-Oceanía del Grupo I.
Y terminó 2014 en el puesto 151 en el Ranking ATP.

### 2015: Primera participación en Grand Slam

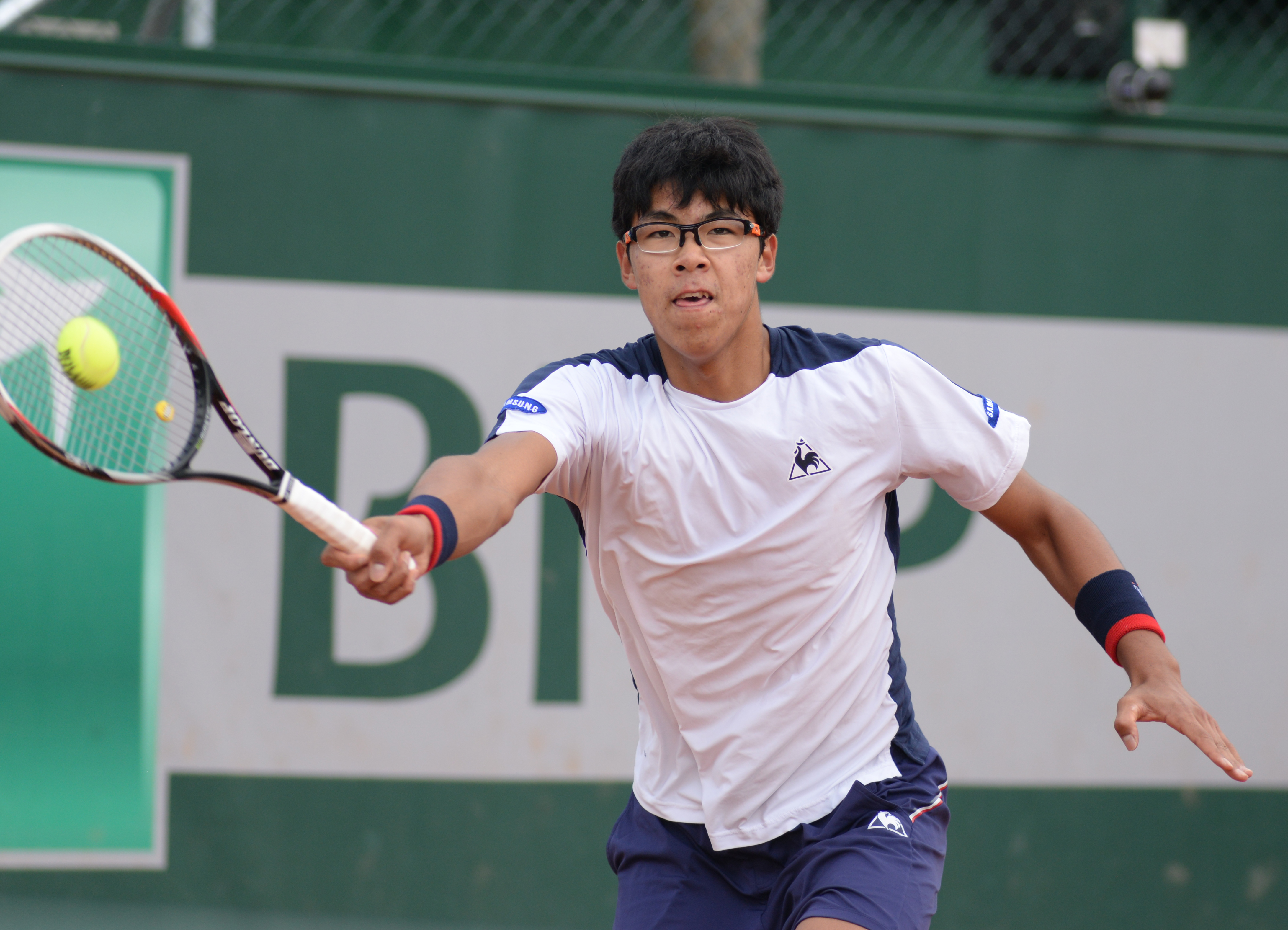
Hyeon Chung en 2015.

Chung llegó a la ronda final de clasificación para el Australian Open 2015, pero centró sus esfuerzos en el Challenger Tour. Ganó en el Challenger de Burnie en febrero para alcanzar el top 150 del mundo.
Recibió un Will Card para la clasificación al Masters de Miami, donde en la primera ronda derrotó en tres sets a Marcel Granollers. En la segunda ronda, fue eliminado del torneo por Tomáš Berdych en sets corridos. Este fue su primer enfrentamiento con un top ten del ranking ATP.
Ganó dos títulos de Challenger en abril y mayo de 2015, que lo vieron ingresar al top 100 mundial por primera vez, Su rápido ascenso en la clasificación y un error en nombre de la Federación Coreana de Tenis significó que se perdió el plazo de entrada para el Torneo de Roland Garros. A pesar de que más tarde se le entregó un Will Card en el torneo clasificatorio, fue eliminado en la primera ronda.

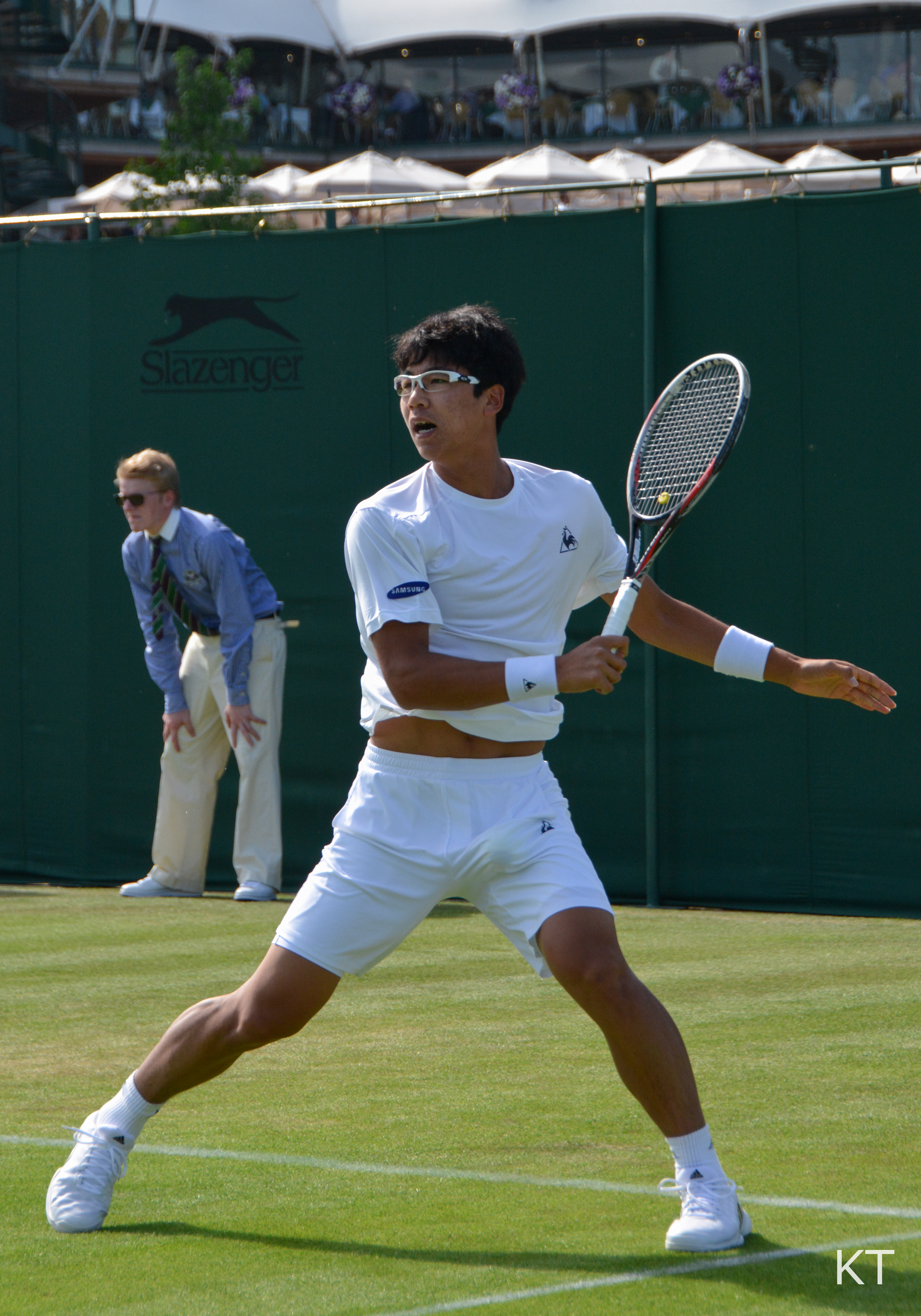
Chung en la fase de clasificación de Wimbledon 2015.

Chung llegó hasta la segunda ronda del Torneo de Nottingham, donde fue derrotado por Leonardo Mayer en dos sets. Su primera participación en un Grand Slam fue en Wimbledon donde tuvo que jugar la clasificación para entrar al cuadro principal, donde en su primer partido perdió con Pierre-Hugues Herbert en cinco sets (6-1, 2-6, 6-3, 2-6 y 8-10).
En el Masters de Canadá fue superado 6-3 y 6-4 por Leonardo Mayer en primera ronda. En el US Open 2015, Chung se clasificó para el cuadro principal y registró su primera victoria en un Grand Slam contra James Duckworth. Chung perdió en la segunda ronda contra el quinto cabeza de serie Stanislas Wawrinka por tiple 7-6 en más de tres horas de partido, a pesar de llevar cada set a un desempate. Continuó jugando en el Challenger hasta 2015, ganando otro Challenger en Kaohsiung en septiembre y alcanzando su primer partido de cuartos de final ATP en el Shenzhen Open.
Fue galardonado con el premio ATP al Jugador Más Mejorado de fin de año en 2015, después de escalar más de 120 puestos hasta el puesto 51 en el ranking.

### 2016: Problemas con las lesiones y salida del Top 100
Chung ganó su primer partido del año en Brisbane contra Sam Groth. Perdió en la segunda ronda contra el tercer cabeza de serie Marin Čilić, en el Australian Open 2016 perdió ante Novak Đoković en primera ronda por 3-6, 2-6 y 4-6,
En febrero, Chung perdió en Sofía en la primera ronda contra el clasificado Marius Copil. En Róterdam Chung llegó a la segunda ronda, donde perdió contra Viktor Troicki. En el Open de Marsella perdió en la primera ronda contra David Goffin. En Dubái Chung derrotó a Andreas Seppi en la primera ronda. Luego perdió contra Roberto Bautista-Agut, ganando solo un juego en este partido. Chung ganó su dos partidos en la Copa Davis 2016 en la Zona Asiática I contra Nueva Zelanda. Corea del Sur ganó 3-1.
En marzo, disputó el Masters de Indian Wells, donde perdió en tres sets con Albert Ramos en la primera ronda.
En el Torneo de Roland Garros perdió frente a Quentin Halys por 1-6, 4-6 y 4-6 en la primera ronda.
Después de Roland Garros 2016, Chung se tomó casi cuatro meses para recuperarse de una lesión abdominal.
Después de Roland Garros solo reanudó en el circuito Challenger en septiembre. Cae en la final de Nanchang contra Hiroki Moriya por 6-4, 1-6, 4-6 y después logra des victorias en el Challenger de Taipei contra su compatriota Lee Pato-ji (6-4, 6-2), y contra James Duckworth por 6-4, 7-62.
El año 2016 para Chung está empañado por la lesiones después de Roland Garros y por finaliza el año en el puesto 104.º, saliendo del top 100.

### 2017: Explosión, Top 60 y campeón del Next Gen ATP Finals
En el primer torneo del año 2017, el Abierto de Australia, Chung venció a Renzo Olivo por 6-2, 6-3 y 6-2 y accedió a la segunda ronda, donde perdió con Grigor Dimitrov tras haberse llevado el primer set (6-1, 4-6, 4-6 y 4-6). Después ganó el Challenger de Hawái al vencer a Taro Daniel por 7-63 y 6-1 en la final.
En marzo, jugó el ATP World Tour Masters 1000 de Miami, donde fue derrotado por Damir Dzumhur. Cayó en la segunda ronda del Torneo de Houston ante Feliciano López por 6-4, 2-6 y 1-6.
En arcilla, Chung hace un buen torneo en Barcelona saliendo de la clasificación. Se clasificó para los cuartos de final sin perder un solo set, superando Denis Istomin, y a los alemanes Philipp Kohlschreiber y Alexander Zverev. Se inclina contra el número 5 mundial y futuro ganando del torneo Rafael Nadal por 16- 7 y 2-6 después de una buena resistencia en el primer set.
A la semana siguiente, llegó por primera vez en su carrera a las semifinales de un torneo ATP en Múnich. En primera ronda superó en un difícil partido al local Maximilian Marterer por 7-610, 4-6 y 6-3, en segunda ronda derrotó al preclasificado número 1 Gael Monfils por un fácil 6-2 y 6-4 (Quien era el jugador con mejor Ranking No. 16.º y a la vez el mejor tenista con Ranking que Chung había derrotado) y en cuartos de final venció a Martin Kližan por 6-4, 3-6, 6-2, antes de perder en un gran partido frente a Guido Pella por 6-4, 5-7, 4-6. Luego compitió en Roland Garros y en primera ronda venció al cañonero estadounidense Sam Querrey (27.º cabeza de serie) por 6-4, 3-6, 6-3 y 6-3, en segunda ronda venció Denis Istomin por (6-1, 7-5, 6-1 para llegar por primera vez a la tercera ronda de un Grand Slam. Cae ante el número 9 del mundo Kei Nishikori por 5-7, 4-6, 7-64, 6-0 y 4-6 en casi cuatro horas de partido, quedando muy cerca de la victoria. En un partido de dos días por la reiteradas lluvias en París.
En agosto, disputó el Masters de Montreal, donde derrotó a Feliciano López (6-1, 4-6, 7-63) y al N°13 del mundo David Goffin por 7-5 y 6-3, pero perdió en los octavos de final contra Adrian Mannarino por doble 6-3, en su mejor resultado en un Masters 1000. En su siguiente competición, el Masters de Cincinnati, se enfrentó nuevamente a López, pero esta vez el español se llevó el triunfo por 7-6 y 6-1 en la primera ronda.
En el US Open 2017 eliminó en el primer partido a Horacio Zeballos en cuatro mangas y fue derrotado por John Isner en la siguiente ronda.
El 25 de octubre se clasificó para la primera edición del Next Gen que se llevará a cabo del 7 al 11 de noviembre en Milán.
En el Masters de París-Berçy, Chung venció en primera ronda a Mischa Zverev por un contundente 6-0 y 6-2 en menos de una hora, para luego quedar eliminado por Rafael Nadal en la segunda ronda por un estrecho 7-5 y 6-3, en un buen partido de Chung frente al número uno.
En la primera edición del Next Gen quedó situado en el Grupo A junto a Andrey Rublev, Denis Shapovalov y el invitado local Gianluigi Quinzi, torneo que junta a los 8 mejores tenista con 21 años o menos, en este nuevo torneo de la ATP se jugará al mejor de 5 sets pero el ganador solo necesitará 4 juegos para llevarse el parcial. Debutó ante Shapovalov ganando por 1-4, 4-35, 4-31 y 4-1 en una hora y 35 minutos, en su segundo partido venció a Rublev por 4-0, 4-1 y 4-31 en una hora y 8 minutos, en su último partido del grupo venció al italiano Quinzi por 1-4, 4-1, 4-2, 63-4 y 4-33 para clasificarse a semifinales siendo primero en su Grupo y de manera invicta (3 victorias y 0 derrotas), en semifinales vence a Daniil Medvedev en cinco sets por 4-1, 4-1, 33-4, 1-4 y 4-0 en una hora y 51 minutos para clasificarse a la final, el 11 de noviembre en la final venció a Rublev por 53-4, 4-32, 4-2 y 4-2 en una hora y 57 minutos para ganar la primera edición del Next Gen ATP Finals de forma invicta. Chung ganó un premio de U$ 390,0000 dólares estadounidenses.

### 2018: Primera semifinal de Grand Slam y debut en el Top 20
Comenzó su 2018 en Brisbane, donde después de derrotar a Luxemburgo Gilles Müller (6-3, 7-61) se inclina contra el británico Kyle Edmund en un partido electrizante por 36-7, 7-5 y 4-6. Su preparación para el Abierto de Australia continuó la próxima semana en Auckland donde vence al Lucky Loser (perdedor afortunado) Tennys Sandgren por 6-3, 5-7, 6-3 en primera ronda, antes de hacerse con una victoria sobre el estadounidense 16.º del mundo John Isner por 7-63, 5-7 y 6-2. Fue derrotado en cuartos de final por el veterano David Ferrer por 3-6, 2-6.
Durante el primer Grand Slam del año, el Abierto de Australia 2018, inicia con una victoria contra Mischa Zverev por 6-2, 4-1 (abandono del alemán), en segunda ronda venció a Daniil Medvédev por 7-64, 6-1 y 6-1 en un duelo entre dos Next Gen, da la sorpresa del torneo al vencer al número 4 del mundo Alexander Zverev por 5-7, 7-63, 2-6, 6-3 y 6-0, donde dominó los puntos en los dos últimos sets y además logró su primera victoria sobre un Top ten. En octavos de final venció a su ídolo, 14.º cabeza de serie, 9 veces campeón (2008, 2011, 2012, 2013, 2015, 2016, 2019, 2020 y 2021) y número uno del mundo Novak Djokovic, que venía de recuperarse de una lesión en el codo que lo mantuvo seis meses sin jugar. En un partido muy físico e intenso de 3 horas y 21 minutos Chung vence a Djokovic por 7-64, 7-5 y 7-63, en el primer tenista coreano en avanzar a cuartos de final en un torneo de Grand Slam. Además esta fue la primera vez desde 2007 que Djokovic había perdido en sets corridos en el Abierto de Australia. En cuartos de final vence a la sorpresa del torneo Tennys Sandgren por 6-4, 7-65 y 6-3 en dos horas y 28 minutos en un duelo de "novatos" (ya que ambos llegaban por primera vez a esta instancia en un Major), para alcanzar su primera semifinal de Grand Slam. Se convirtió en el semifinalista más joven del Abierto de Australia desde Marin Čilić en el 2010 y el más bajo clasificado desde entonces-No. 86- Marat Safin en 2004. En semifinales enfrentó al futuro campeón Roger Federer cayendo por 6-1, 5-2 y retiró de Chung, en el segundo set, Chung debió ser atendido por los médicos debido a unas ampollas en el pie. El coreano también jugó el evento de dobles con Radu Albot y derrotó a los campeones defensores Henri Kontinen y John Peers.
Su gran avance en el Abierto de Australia, le permite llegar al top 30 del ranking ATP por primera vez. Dando un salto de 29 puestos de 58.º al 29.º después del torneo, su mejor clasificación.
Después del Abierto de Australia, Chung disputó el Torneo de Delray Beach como octavo preclasificado, donde derrotó a Cameron Norrie y Franko Škugor antes de caer por 7-5, 4-6 y 4-6 ante Frances Tiafoe en cuartos de final.
En marzo, también llegó a los cuartos de final del Torneo de Acapulco, donde perdió con Kevin Anderson por 7-65 y 6-4, antes de derrotó a Donald Young y Ernesto Escobedo. Para el primer Masters 1000 del año, en Indian Wells, Chung quedó como cabeza de serie 23.º y quedó exento de la primera ronda, vence a Dušan Lajović en segunda ronda por 96-7, 6-3 y 6-3 y en tercera derrotó al 12.º preclasificado Tomáš Berdych por doble 6-4. Luego logró un lugar en cuartos de final al derrotar fácilmente al uruguayo Pablo Cuevas por 6-1 y 6-3 recién en su décimo punto de partido en octavos de final. Finalmente perdió contra el número uno del mundo Roger Federer por 7-5 y 6-1, a pesar de jugar un primer set de alta calidad. La semana siguiente en Miami, comienza con una victoria sobre el australiano Matthew Ebden por 6-3, 7-5, antes de superar al estadounidense Michael Mmoh por doble 6-1 en tercera ronda. Luego clasifica a cuartos de final al vencer al portugués Joao Sousa por 6-4 y 6-3. En cuartos cayó ante el eventual campeón y estadounidense John Isner por 6-1 y 6-4. En modalidad de dobles, hizo equipo con Denis Shapovalov; ambos se retiraron en cuarta ronda frente a Juan Sebastián Cabal y Robert Farah.
En abril, Chung se posicionó en el decimonoveno lugar de la clasificación ATP y se convirtió en el cuarto tenista asiático en ingresar entre los primeros veinte lugares del ranking.
A finales de mayo se baja de Roland Garros 2018 producto de una lesión en el tobillo que le ha impedido jugar en los últimos meses.

## Clasificación histórica
| Tournament                  | 2013            | 2014            | 2015            | 2016            | 2017            | 2018            | 2019            | 2020 | T/P     | G-P     | Victorias % |
| --------------------------- | --------------- | --------------- | --------------- | --------------- | --------------- | --------------- | --------------- | ---- | ------- | ------- | ----------- |
| Torneos de Grand Slam       |                 |                 |                 |                 |                 |                 |                 |      |         |         |             |
| Abierto de Australia        | A               | A               | Q3              | 1R              | 2R              | SF              | 2R              | A    | 0 / 4   | 7–4     | 67%         |
| Roland Garros               | A               | A               | Q1              | 1R              | 3R              | A               | A               |      | 0 / 2   | 2–2     | 50%         |
| Wimbledon                   | A               | A               | 1R              | A               | A               | A               | A               |      | 0 / 1   | 0–1     | 0%          |
| US Open                     | A               | Q2              | 2R              | A               | 2R              | 2R              | 3R              |      | 0 / 4   | 5–4     | 52%         |
| Ganados–Perdidos            | 0–0             | 0–0             | 1–2             | 0–2             | 4–3             | 6–2             | 3–2             |      | 0 / 11  | 14–11   | 57%         |
| Torneo de maestros          |                 |                 |                 |                 |                 |                 |                 |      |         |         |             |
| ATP World Tour Finals       | No se clasificó | No se clasificó | No se clasificó | No se clasificó | No se clasificó | No se clasificó | No se clasificó |      | 0 / 0   | 0–0     | –           |
| ATP World Tour Masters 1000 |                 |                 |                 |                 |                 |                 |                 |      |         |         |             |
| Indian Wells                | A               | A               | A               | 1R              | A               | CF              | A               |      | 0 / 2   | 3–2     | 60%         |
| Miami                       | A               | A               | 2R              | 1R              | 1R              | CF              | A               |      | 0 / 4   | 4–4     | 50%         |
| Montecarlo                  | A               | A               | A               | A               | A               | A               | A               |      | 0 / 0   | 0–0     | –           |
| Madrid                      | A               | A               | A               | A               | A               | 1R              | A               |      | 0 / 1   | 0–1     | –           |
| Roma                        | A               | A               | A               | A               | A               | A               | A               |      | 0 / 0   | 0–0     | –           |
| Canadá                      | A               | A               | 1R              | A               | 3R              | A               | A               |      | 0 / 2   | 2–2     | 50%         |
| Cincinnati                  | A               | A               | Q2              | A               | 1R              | 2R              | A               |      | 0 / 2   | 1–2     | 33%         |
| Shanghái                    | A               | A               | Q2              | A               | 2R              | A               | A               |      | 0 / 1   | 1–1     | 50%         |
| París                       | A               | A               | A               | A               | 2R              | A               | A               |      | 0 / 1   | 1–1     | 50%         |
| Ganados–Perdidos            | 0–0             | 0–0             | 1–2             | 0–2             | 4–5             | 7–4             | 0–0             |      | 0 / 13  | 12–13   | 48%         |
| Representación nacional     |                 |                 |                 |                 |                 |                 |                 |      |         |         |             |
| Juegos Olímpicos            | No realizado    | No realizado    | No realizado    | A               | No realizado    | No realizado    | No realizado    |      | 0 / 0   | 0–0     | –           |
| Copa Davis                  | A               | Z1              | Z1              | Z1              | Z1              | A               | A               |      | 0 / 0   | 10–2    | 83%         |
| Estadísticas de su carrera  |                 |                 |                 |                 |                 |                 |                 |      |         |         |             |
|                             | 2013            | 2014            | 2015            | 2016            | 2017            | 2018            | 2019            | 2020 | Carrera | Carrera | Carrera     |
| Torneos                     | 1               | 0               | 9               | 13              | 19              | 18              | 8               |      | 68      | 68      | 68          |
| Títulos                     | 0               | 0               | 0               | 0               | 0               | 0               | 0               |      | 0       | 0       | 0           |
| Finales                     | 0               | 0               | 0               | 0               | 0               | 0               | 0               |      | 0       | 0       | 0           |
| En general G–P              | 0–1             | 2–1             | 12–10           | 8–13            | 41–20           | 29–18           | 6–8             |      | 86–69   | 86–69   | 86–69       |

## Next Gen ATP Finals

### Títulos (1)
| N.º | Fecha                   | Torneo              | Superficie | Oponente en la final | Resultado                |
| --- | ----------------------- | ------------------- | ---------- | -------------------- | ------------------------ |
| 1.  | 11 de noviembre de 2017 | Next Gen ATP Finals | Dura (i)   | Andrey Rublev        | 3-4(5), 4-3(2), 4-2, 4-2 |

## Challengers y Futures (9+6)
| Leyenda           |
| ----------------- |
| Challengers (9+0) |
| Futures (4+2)     |

### Individuales (13)
| N.º | Fecha      | Torneo       | Superficie    | Oponente            | Resultado     |
| --- | ---------- | ------------ | ------------- | ------------------- | ------------- |
| 1.  | 31.08.2014 | Bangkok      | Dura          | Jordan Thompson     | 7-5, 6-4      |
| 2.  | 07.02.2015 | Burnie       | Dura          | Alex Bolt           | 6-2, 7-5      |
| 3.  | 26.04.2015 | Savannah     | Tierra batida | James McGee         | 6-3, 6-2      |
| 4.  | 10.05.2015 | Busan        | Dura          | Lukáš Lacko         | 6-3, 6-1      |
| 5.  | 27.09.2015 | Kaohsiung    | Dura          | Yuki Bhambri        | 7-5, 6-4      |
| 6.  | 25.09.2016 | Kaohsiung    | Dura          | Duckhee Lee         | 6-4, 6-2      |
| 7.  | 13.11.2016 | Kobe         | Dura (i)      | James Duckworth     | 6-4, 7-6(2)   |
| 8.  | 29.01.2017 | Maui         | Dura          | Taro Daniel         | 7-6(3), 6-1   |
| 9.  | 04.08.2019 | Chengdu      | Dura          | Yuichi Sugita       | 6-4, 6-3      |
| 10. | 16.06.2013 | Corea F6     | Dura          | Enrique López-Pérez | 6-2, 6-3      |
| 11. | 16.02.2014 | Tailandia F1 | Dura          | Ji Sung Nam         | 6-2, 7-6(4)   |
| 12. | 02.03.2014 | Tailandia F3 | Dura          | Marcus Willis       | 6-2, 6-4      |
| 13. | 01.06.2014 | Corea F3     | Dura          | Min-Hyeok Cho       | 6-1, 2-6, 7-5 |

#### Finalista en individuales (6)
| N.º | Fecha      | Torneo     | Superficie | Oponente         | Resultado      |
| --- | ---------- | ---------- | ---------- | ---------------- | -------------- |
| 1.  | 15.02.2015 | Launceston | Dura       | Bjorn Fratangelo | 6-4, 2-6, 5-7  |
| 2.  | 17.05.2015 | Seúl       | Dura       | Go Soeda         | 6-3, 3-6, 3-6  |
| 3.  | 17.09.2016 | Nanchang   | Dura       | Hiroki Moriya    | 6-4, 1-6, 4-6  |
| 4.  | 12.05.2013 | Corea F2   | Dura       | Daniel Nguyen    | 6-4, 5-7, 4-6  |
| 5.  | 23.03.2014 | China F3   | Dura       | Ze Zhang         | 6-7(3), 6-7(3) |
| 6.  | 08.06.2014 | Corea F4   | Dura       | Cheong-Eui Kim   | 5-7, 6-7(5)    |

### Dobles (2)
| N.º | Fecha      | Torneo       | Superficie | Compañero   | Oponentes                          | Resultado           |
| --- | ---------- | ------------ | ---------- | ----------- | ---------------------------------- | ------------------- |
| 1.  | 23.02.2014 | Tailandia F2 | Dura       | Ji Sung Nam | Lewis Burton Marcus Willis         | 6-4, 6-7(4), [10-7] |
| 2.  | 01.06.2014 | Corea F3     | Dura       | Ji Sung Nam | Soong-Jae Cho Dylan Seong Kwam Kim | 6-3, 6-3            |

#### Finalista en dobles (6)
| N.º | Fecha      | Torneo       | Superficie    | Compañero    | Oponentes                                | Resultado         |
| --- | ---------- | ------------ | ------------- | ------------ | ---------------------------------------- | ----------------- |
| 1.  | 19.04.2015 | Sarasota     | Tierra batida | Divij Sharan | Facundo Argüello Facundo Bagnis          | 6-3, 2-6, [11-13] |
| 2.  | 12.08.2012 | USA F23      | Dura          | Ji Sung Nam  | Daniel Nguyen Ryan Rowe                  | 3-6, 5-7          |
| 3.  | 12.05.2013 | Corea F2     | Dura          | Ji Sung Nam  | Jae-Sung An Yong-Kyu Lim                 | 3-6, 2-6          |
| 4.  | 16.06.2013 | Corea F6     | Dura          | Duckhee Lee  | Hong Chung Sang-Woo Noh                  | 1-6, 5-7          |
| 5.  | 18.08.2013 | China F7     | Dura          | Ji Sung Nam  | N.Sriram Balaji Ranjeet Virali-Murugesan | 3-6, 2-6          |
| 6.  | 02.03.2014 | Tailandia F3 | Dura          | Ji Sung Nam  | Lewis Burton Marcus Willis               | 3-6, 5-7          |

## Ranking ATP al final de la temporada
| Año                     | 2013 | 2014 | 2015 | 2016 | 2017 |
| Ranking en individuales | 550  | 173  | 51   | 104  | 59   |